# Nephrotoma delta
Nephrotoma delta är en tvåvingeart som först beskrevs av Walker 1856.  Nephrotoma delta ingår i släktet Nephrotoma och familjen storharkrankar. Inga underarter finns listade i Catalogue of Life.